# Turniej o Puchar Rybnickiego Okręgu Węglowego 1988
Puchar Rybnickiego Okręgu Węglowego 1988 – zawody żużlowe, mające na celu wyłonienie zwycięzcy turnieju o Puchar ROW. Zawody w 1988 roku wygrał Antoni Skupień.

## Finał
- Rybnik, 3 września 1988
- Sędzia:

| Msc. | Zawodnik            | Klub           | Pkt |             |  |
| ---- | ------------------- | -------------- | --- | ----------- |  |
| 1    | Antoni Skupień      | Rybnik         | 15  | (3,3,3,3,3) |  |
| 2    | Bronisław Klimowicz | Rybnik         | 12  | (2,2,2,3,3) |  |
| 3    | Janusz Kapustka     | Tarnów         | 12  | (3,1,3,2,3) |  |
| 4    | Mirosław Korbel     | Rybnik         | 11  | (3,1,3,3,1) |  |
| 5    | Zbigniew Krakowski  | Leszno         | 11  | (3,2,2,1,3) |  |
| 6    | Krzysztof Zarzecki  | Świętochłowice | 10  | (2,3,1,2,2) |  |
| 7    | Janusz Stachyra     | Rzeszów        | 9   | (0,3,1,3,2) |  |
| 8    | Eugeniusz Skupień   | Rybnik         | 9   | (1,3,3,2,0) |  |
| 9    | Zbigniew Błażejczak | Zielona Góra   | 9   | (2,2,2,1,2) |  |
| 10   | Sławomir Drabik     | Częstochowa    | 7   | (1,0,2,2,2) |  |
| 11   | Dariusz Fliegert    | Rybnik         | 4   | (0,2,1,0,1) |  |
| 12   | Krzysztof Bas       | Świętochłowice | 4   | (1,1,1,u,1) |  |
| 13   | Dariusz Kasprzak    | Leszno         | 3   | (2,1,0,0,0) |  |
| 14   | Dariusz Rachwalik   | Częstochowa    | 1   | (d,d,w,1,d) |  |
| 15   | Marek Molka         | Zielona Góra   | 1   | (1,0,d,0,0) |  |
| 16   | Henryk Jasek        | Wrocław        | 0   | (d,d,d)     |  |